# 372578 Khromov
372578 Khromov este o planetă minoră (asteroid) din centura de asteroizi. A fost descoperită pe 24 octombrie 2009 la Spețialnaia astrofiziceskaia observatoria RAN⁠(d) de Timoer Valerievitsj Krjatsjko⁠(d) și a fost numită după Hromov, Gavriil Sergheevici⁠(d). 
Obiectul prezintă o orbită caracterizată de o semiaxă mare de 2,7175569770697 UAi, o excentricitate de 0,05, o înclinație de 7,5 ° în raport cu ecliptica.